# Liste des microprocesseurs AMD Athlon XP

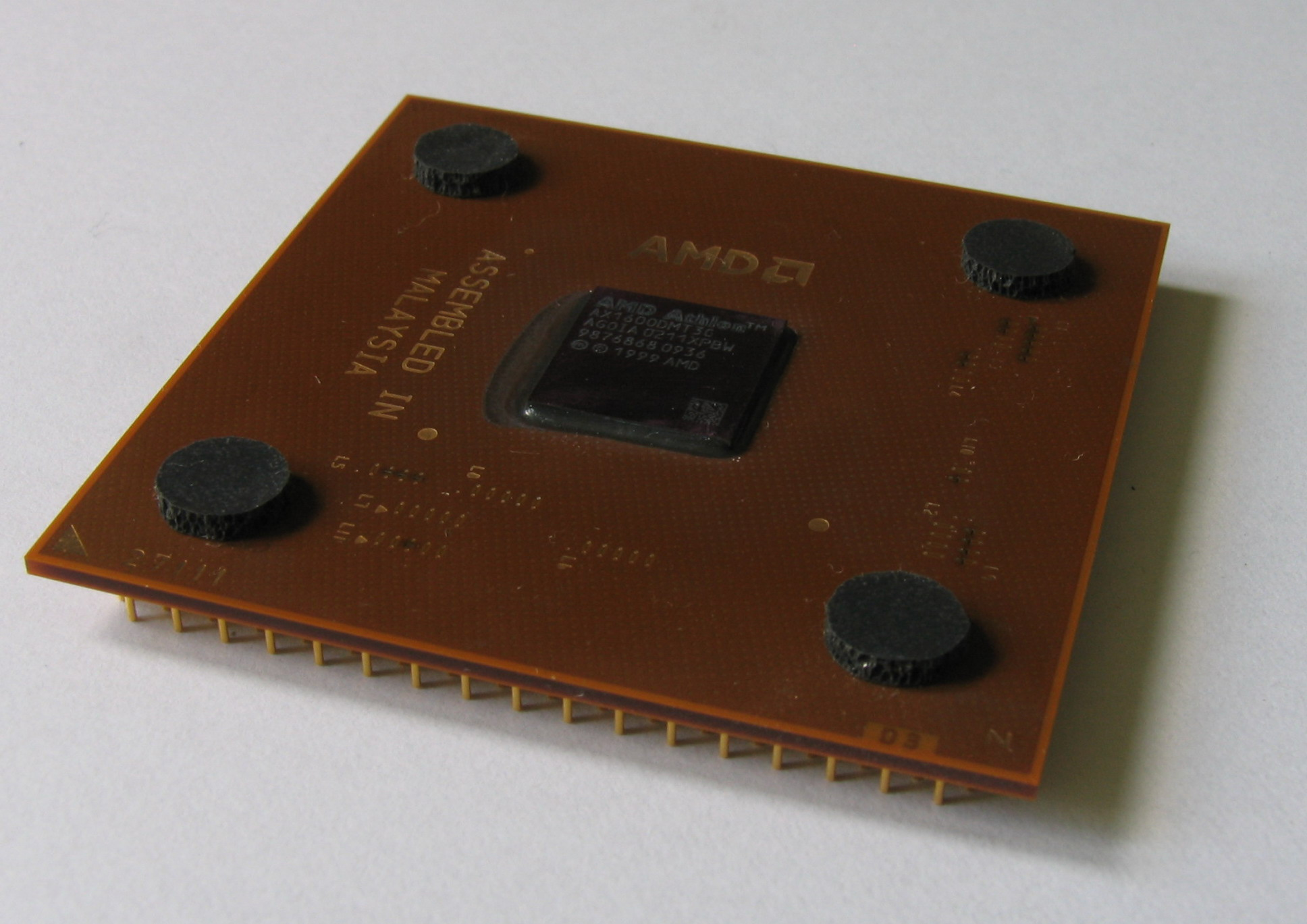
Athlon XP 1600

Le processeur Athlon XP du fabricant AMD est le processeur de 7e génération mis sur le marché, basé sur une architecture 32 bits.

## Processeurs pour PC de Bureau

### Athlon XPPalomino(Modèle 6, 180nm)
- CPU-ID : 6-6-0
- Tous les modèles supportent : MMX, SSE, Enhanced 3DNow!

| Modèle          | Fréquence | Cache-L2 | Front Side Bus | Coef. M | Tension | TDP    | Date de sortie  | Numéro de série |
| --------------- | --------- | -------- | -------------- | ------- | ------- | ------ | --------------- | --------------- |
| Athlon XP 1500+ | 1 333 MHz | 256 KB   | 266 MHz        | 10x     | 1.75 V  | 60.0 W | 9 octobre 2001  | AX1500DMT3C     |
| Athlon XP 1600+ | 1 400 MHz | 256 KB   | 266 MHz        | 10.5x   | 1,75 V  | 62.8 W | 9 octobre 2001  | AX1600DMT3C     |
| Athlon XP 1700+ | 1 467 MHz | 256 KB   | 266 MHz        | 11x     | 1,75 V  | 64.0 W | 9 octobre 2001  | AX1700DMT3C     |
| Athlon XP 1800+ | 1 533 MHz | 256 KB   | 266 MHz        | 11.5x   | 1,75 V  | 66.0 W | 9 octobre 2001  | AX1800DMT3C     |
| Athlon XP 1900+ | 1 600 MHz | 256 KB   | 266 MHz        | 12x     | 1,75 V  | 68.0 W | 5 novembre 2001 | AX1900DMT3C     |
| Athlon XP 2000+ | 1 667 MHz | 256 KB   | 266 MHz        | 12.5x   | 1,75 V  | 70.0 W | 7 janvier 2002  | AX2000DMT3C     |
| Athlon XP 2100+ | 1 733 MHz | 256 KB   | 266 MHz        | 13x     | 1,75 V  | 72.0 W | 13 mars 2002    | AX2100DMT3C     |

### Athlon XPThoroughbred A/B(Modèle 8, 130nm)
- CPU-ID : 6-8-0 (A), 6-8-1 (B)
- Tous les modèles supportent : MMX, SSE, Enhanced 3DNow!

| Modèle          | Fréquence | Cache-L2 | Front Side Bus | Coef. M | Tension | TDP          | Date de sortie   | Numéro de série |
| --------------- | --------- | -------- | -------------- | ------- | ------- | ------------ | ---------------- | --------------- |
| Athlon XP 1600+ | 1 400 MHz | 256 KB   | 266 MHz        | 10.5x   | 1,60 V  | 48.5 W (B)   |                  | AXDA1600DUT3C   |
| Athlon XP 1700+ | 1 467 MHz | 256 KB   | 266 MHz        | 11x     | 1,50 V  | 49.5 W (A/B) |                  | AXDA1700DLT3C   |
| Athlon XP 1700+ | 1 467 MHz | 256 KB   | 266 MHz        | 11x     | 1,60 V  | 49.5 W (B)   |                  | AXDA1700DUT3C   |
| Athlon XP 1800+ | 1 533 MHz | 256 KB   | 266 MHz        | 11.5x   | 1,50 V  | 51.0 W (A/B) |                  | AXDA1800DLT3C   |
| Athlon XP 1800+ | 1 533 MHz | 256 KB   | 266 MHz        | 11.5x   | 1,60 V  | 51.0 W (B)   |                  | AXDA1800DUT3C   |
| Athlon XP 1900+ | 1 600 MHz | 256 KB   | 266 MHz        | 12x     | 1,60 V  | 52.5 W (B)   |                  | AXDA1900DUT3C   |
| Athlon XP 2000+ | 1 667 MHz | 256 KB   | 266 MHz        | 12.5x   | 1,60 V  | 60.3 W (A/B) |                  | AXDA2000DUT3C   |
| Athlon XP 2000+ | 1 667 MHz | 256 KB   | 266 MHz        | 12.5x   | 1,65 V  | 60.3 W (A)   |                  | AXDA2000DKT3C   |
| Athlon XP 2100+ | 1 733 MHz | 256 KB   | 266 MHz        | 13x     | 1,60 V  | 62.1 W (A/B) |                  | AXDA2100DUT3C   |
| Athlon XP 2200+ | 1 800 MHz | 256 KB   | 266 MHz        | 13.5x   | 1,65 V  | 67.9 W (A)   |                  | AXDA2200DKV3C   |
| Athlon XP 2200+ | 1 800 MHz | 256 KB   | 266 MHz        | 13.5x   | 1,60 V  | 62.8 W (B)   |                  | AXDA2200DUV3C   |
| Athlon XP 2400+ | 2 000 MHz | 256 KB   | 266 MHz        | 15x     | 1,60 V  | 65.3 W (B)   | 21 août 2002     | AXDA2400DUV3C   |
| Athlon XP 2400+ | 2 000 MHz | 256 KB   | 266 MHz        | 15x     | 1,65 V  | 68.3 W (B)   | 21 août 2002     | AXDA2400DKV3C   |
| Athlon XP 2600+ | 2 133 MHz | 256 KB   | 266 MHz        | 16x     | 1,65 V  | 68.3 W (B)   | 21 août 2002     | AXDA2600DKV3C   |
| Athlon XP 2600+ | 2 083 MHz | 256 KB   | 333 MHz        | 12.5x   | 1,65 V  | 68.3 W (B)   | 21 août 2002     | AXDA2600DKV3D   |
| Athlon XP 2700+ | 2 167 MHz | 256 KB   | 333 MHz        | 13x     | 1,65 V  | 68.3 W (B)   | 1er octobre 2002 | AXDA2700DKV3D   |
| Athlon XP 2800+ | 2 250 MHz | 256 KB   | 333 MHz        | 13.5x   | 1,65 V  | (B)          | 1er octobre 2002 | AXDA2800DKV3D   |
| Athlon XP 3100+ | 2 200 MHz | 256 KB   | 400 MHz        | 11x     | 1,65 V  | (B)          |                  |                 |

### Athlon XPThorton(Modèle 10, 130nm)
- CPU-ID : 6-10-0
- Tous les modèles supportent : MMX, SSE, Enhanced 3DNow!

| Modèle          | Fréquence | Cache-L2 | Front Side Bus | Coef. M | Tension | TDP    | Date de sortie | Numéro de série |
| --------------- | --------- | -------- | -------------- | ------- | ------- | ------ | -------------- | --------------- |
| Athlon XP 2000+ | 1 667 MHz | 256 KB   | 266 MHz        | 12.5x   | 1,50 V  | 60.3 W |                | AXDC2000DLT3C   |
| Athlon XP 2000+ | 1 667 MHz | 256 KB   | 266 MHz        | 12.5x   | 1,60 V  | 60.3 W |                | AXDC2000DUT3C   |
| Athlon XP 2200+ | 1 800 MHz | 256 KB   | 266 MHz        | 13.5x   | 1,50 V  | 62.8 W |                | AXDC2200DLV3C   |
| Athlon XP 2200+ | 1 800 MHz | 256 KB   | 266 MHz        | 13.5x   | 1,60 V  | 62.8 W |                | AXDC2200DUV3C   |
| Athlon XP 2400+ | 2 000 MHz | 256 KB   | 266 MHz        | 15x     | 1,65 V  | 68.3 W |                | AXDC2400DKV3C   |
| Athlon XP 2600+ | 2 133 MHz | 256 KB   | 266 MHz        | 16x     | 1,65 V  |        |                | AXDC2600DKV3C   |
| Athlon XP 2600+ | 2 083 MHz | 256 KB   | 333 MHz        | 12.5x   | 1,65 V  | 68.3 W |                | AXDC2600DKV3D   |
| Athlon XP 3100+ | 2 200 MHz | 256 KB   | 400 MHz        | 11.0x   | 1,65 V  |        |                | AXDC3100DKV3E   |

### Athlon XPBarton(Modèle 10, 130nm)
- CPU-ID : 6-10-0
- Tous les modèles supportent : MMX, SSE, Enhanced 3DNow!

| Modèle           | Fréquence | Cache-L2 | Front Side Bus | Coef. M | Tension | TDP    | Date de sortie    | Numéro de série |
| ---------------- | --------- | -------- | -------------- | ------- | ------- | ------ | ----------------- | --------------- |
| Athlon XP 2500+  | 1 833 MHz | 512 KB   | 333 MHz        | 11x     | 1,65 V  | 68.3 W | 10 février 2003   | AXDA2500DKV4D   |
| Athlon XP 2500+  | 1 867 MHz | 512 KB   | 266 MHz        | 14x     | 1,65 V  | 68.3 W | décembre 2004     | AXDA2500DKV4C   |
| Athlon XP 2600+  | 1 917 MHz | 512 KB   | 333 MHz        | 11.5x   | 1,65 V  | 68.3 W | 21 septembre 2003 | AXDA2600DKV4D   |
| Athlon XP 2600+  | 2 000 MHz | 512 KB   | 266 MHz        | 15x     | 1,65 V  | 68.3 W | décembre 2004     | AXDA2600DKV4C   |
| Athlon XP 2600+  | 1 900 MHz | 512 KB   | 400 MHz        | 9.5x    | 1,65 V  | 68.3 W |                   | AXDA2600DKV4E   |
| Athlon XP 2800+  | 2 083 MHz | 512 KB   | 333 MHz        | 12.5x   | 1,65 V  | 68.3 W | 10 février 2003   | AXDA2800DKV4D   |
| Athlon XP 2800+  | 2 133 MHz | 512 KB   | 266 MHz        | 16x     | 1,65 V  | 68.3 W | décembre 2004     | AXDA2800DKV4C   |
| Athlon XP 2900+, | 2 000 MHz | 512 KB   | 400 MHz        | 10.0x   | 1,65 V  |        |                   | AXDA2900DKV4E   |
| Athlon XP 3000+  | 2 100 MHz | 512 KB   | 400 MHz        | 10.5x   | 1,65 V  | 68.3 W | 13 mai 2003       | AXDA3000DKV4E   |
| Athlon XP 3000+  | 2 167 MHz | 512 KB   | 333 MHz        | 13x     | 1,65 V  | 74.3 W | 10 février 2003   | AXDA3000DKV4D   |
| Athlon XP 3200+  | 2 200 MHz | 512 KB   | 400 MHz        | 11x     | 1,65 V  | 76.8 W | 13 mai 2003       | AXDA3200DKV4E   |
| Athlon XP 3200+  | 2 333 MHz | 512 KB   | 333 MHz        | 14x     | 1,65 V  | 79.2 W | octobre 2003      | AXDA3200DKV4D   |

## Processeurs pour Serveur

### Athlon MPPalomino(Modèle 6, 180nm)
- Tous les modèles supportent : MMX, SSE, Enhanced 3DNow!

| Modèle          | Fréquence | Cache-L2 | Front Side Bus | Coef. M | Tension | TDP    | Date de sortie   | Numéro de série |
| --------------- | --------- | -------- | -------------- | ------- | ------- | ------ | ---------------- | --------------- |
| Athlon MP 1000  | 1 000 MHz | 256 KB   | 266 MHz        | 7.5x    | 1,75 V  | 46.1 W | 5 juin 2001      | AHX1000AMS3C    |
| Athlon MP 1200  | 1 200 MHz | 256 KB   | 266 MHz        | 9x      | 1,75 V  | 54.7 W | 5 juin 2001      | AHX1200AMS3C    |
| Athlon MP 1500+ | 1 333 MHz | 256 KB   | 266 MHz        | 10x     | 1,75 V  | 60.0 W | 15 octobre 2001  | AMP1500DMS3C    |
| Athlon MP 1600+ | 1 400 MHz | 256 KB   | 266 MHz        | 10.5x   | 1,75 V  | 62.8 W | 15 octobre 2001  | AMP1600DMS3C    |
| Athlon MP 1800+ | 1 533 MHz | 256 KB   | 266 MHz        | 11.5x   | 1,75 V  | 66.0 W | 15 octobre 2001  | AMP1800DMS3C    |
| Athlon MP 1900+ | 1 600 MHz | 256 KB   | 266 MHz        | 12x     | 1,75 V  | 66.0 W | 12 décembre 2001 | AMP1900DMS3C    |
| Athlon MP 2000+ | 1 667 MHz | 256 KB   | 266 MHz        | 12.5x   | 1,75 V  | 66.0 W | 13 mars 2002     | AMP2000DMS3C    |
| Athlon MP 2100+ | 1 733 MHz | 256 KB   | 266 MHz        | 13x     | 1,75 V  | 66.0 W | 19 juin 2002     | AMP2100DMS3C    |

### Athlon MPThoroughbred(Modèle 8, 130nm)
| Modèle          | Fréquence | Cache-L2 | Front Side Bus | Coef. M | Tension | TDP    | Date de sortie   | Numéro de série |
| --------------- | --------- | -------- | -------------- | ------- | ------- | ------ | ---------------- | --------------- |
| Athlon MP 2000+ | 1 667 MHz | 256 KB   | 266 MHz        | 12.5x   | 1,60 V  | 60.0 W | 27 août 2002     | AMSN2000DUT3C   |
| Athlon MP 2000+ | 1 667 MHz | 256 KB   | 266 MHz        | 12.5x   | 1,65 V  | 60.0 W | 27 août 2002     | AMSN2000DKT3C   |
| Athlon MP 2200+ | 1 800 MHz | 256 KB   | 266 MHz        | 13.5x   | 1,65 V  | 60.0 W | 27 août 2002     | AMSN2200DKT3C   |
| Athlon MP 2400+ | 2 000 MHz | 256 KB   | 266 MHz        | 15x     | 1,65 V  | 60.0 W | 10 décembre 2002 | AMSN2400DKT3C   |
| Athlon MP 2600+ | 2 133 MHz | 256 KB   | 266 MHz        | 16x     | 1,65 V  | 60.0 W | 4 février 2003   | AMSN2600DKT3C   |

### Athlon MPBarton(Modèle 10, 130nm)
- Tous les modèles supportent : MMX, SSE, Enhanced 3DNow!

| Modèle          | Fréquence | Cache-L2 | Front Side Bus | Coef. M | Tension | TDP    | Date de sortie | Numéro de série |
| --------------- | --------- | -------- | -------------- | ------- | ------- | ------ | -------------- | --------------- |
| Athlon MP 2600+ | 2 000 MHz | 512 KB   | 266 MHz        | 15x     | 1,60 V  | 60.0 W |                | AMSN2600DUT4C   |
| Athlon MP 2800+ | 2 133 MHz | 512 KB   | 266 MHz        | 16x     | 1,60 V  | 60.0 W | 6 mai 2003     | AMSN2800DUT4C   |

## Processeurs pour PC portables

### Mobile Athlon 4Corvette(Standard,Socket A)
- Tous les modèles supportent : MMX, SSE, Enhanced 3DNow!

| Modèle               | Fréquence | Cache-L2 | Front Side Bus | Coef. M | Tension     | TDP  | Date de sortie | Numéro de série |
| -------------------- | --------- | -------- | -------------- | ------- | ----------- | ---- | -------------- | --------------- |
| Mobile Athlon 4 850  | 850 MHz   | 256 KB   | 200 MHz        | 8.5x    | 1.20-1,40 V | 22 W |                |                 |
| Mobile Athlon 4 900  | 900 MHz   | 256 KB   | 200 MHz        | 9x      | 1.20-1,40 V | 24 W |                |                 |
| Mobile Athlon 4 950  | 850 MHz   | 256 KB   | 200 MHz        | 9.5x    | 1.20-1,40 V | 24 W |                |                 |
| Mobile Athlon 4 1000 | 1 000 MHz | 256 KB   | 200 MHz        | 10x     | 1.20-1,40 V | 25 W |                |                 |
| Mobile Athlon 4 1100 | 1 100 MHz | 256 KB   | 200 MHz        | 11x     | 1.20-1,40 V | 25 W |                |                 |

### Mobile Athlon 4Corvette(Desktop Replacement,Socket A)
- Tous les modèles supportent : MMX, SSE, Enhanced 3DNow!

| Modèle                | Fréquence | Cache-L2 | Front Side Bus | Coef. M | Tension     | TDP  | Date de sortie | Numéro de série |
| --------------------- | --------- | -------- | -------------- | ------- | ----------- | ---- | -------------- | --------------- |
| Mobile Athlon 4 1000  | 1 000 MHz | 256 KB   | 200 MHz        | 10x     | 1,60 V      | 35 W |                |                 |
| Mobile Athlon 4 1100  | 1 100 MHz | 256 KB   | 200 MHz        | 11x     | 1,60 V      | 35 W |                |                 |
| Mobile Athlon 4 1200  | 1 200 MHz | 256 KB   | 200 MHz        | 12x     | 1.20-1,35 V | 35 W |                |                 |
| Mobile Athlon 4 1500+ | 1 300 MHz | 256 KB   | 200 MHz        | 13x     | 1,40 V      | 35 W |                | AHM1500ALQ3B    |
| Mobile Athlon 4 1600+ | 1 400 MHz | 256 KB   | 200 MHz        | 14x     | 1,40 V      | 35 W |                | AHM1600AQQ3B    |

### Mobile Athlon XPThoroughbred(Standard, 35 WTDP,Socket A)
- Tous les modèles supportent : MMX, SSE, Enhanced 3DNow!

| Modèle                 | Fréquence | Cache-L2 | Front Side Bus | Coef. M | Tension | Date de sortie | Numéro de série |
| ---------------------- | --------- | -------- | -------------- | ------- | ------- | -------------- | --------------- |
| Mobile Athlon XP 1400+ | 1 200 MHz | 256 KB   | 200 MHz        | 12x     | 1,45 V  |                | AXMD1400FQQ3B   |
| Mobile Athlon XP 1400+ | 1 200 MHz | 256 KB   | 266 MHz        | 9x      | 1,45 V  |                | AXMD1400FQQ3C   |
| Mobile Athlon XP 1500+ | 1 300 MHz | 256 KB   | 200 MHz        | 13x     | 1,45 V  |                | AXMD1500FQQ3B   |
| Mobile Athlon XP 1500+ | 1 333 MHz | 256 KB   | 266 MHz        | 10x     | 1,45 V  |                | AXMD1500FQQ3C   |
| Mobile Athlon XP 1600+ | 1 400 MHz | 256 KB   | 200 MHz        | 14x     | 1,45 V  |                | AXMD1600FQQ3B   |
| Mobile Athlon XP 1600+ | 1 400 MHz | 256 KB   | 200 MHz        | 14x     | 1,40 V  |                | AXMD1600FVQ3B   |
| Mobile Athlon XP 1600+ | 1 400 MHz | 256 KB   | 266 MHz        | 10.5x   | 1,45 V  |                | AXMD1600FQQ3C   |
| Mobile Athlon XP 1700+ | 1 467 MHz | 256 KB   | 266 MHz        | 11x     | 1,45 V  |                | AXMD1700FQQ3C   |
| Mobile Athlon XP 1800+ | 1 500 MHz | 256 KB   | 200 MHz        | 15x     | 1,45 V  |                | AXMD1800FQQ3B   |
| Mobile Athlon XP 1800+ | 1 533 MHz | 256 KB   | 266 MHz        | 11.5x   | 1,40 V  |                | AXMD1800FVQ3C   |
| Mobile Athlon XP 1900+ | 1 600 MHz | 256 KB   | 200 MHz        | 16x     | 1,40 V  |                | AXMD1900FVQ3B   |
| Mobile Athlon XP 1900+ | 1 600 MHz | 256 KB   | 266 MHz        | 12x     | 1,40 V  |                | AXMD1900FVQ3C   |

### Mobile Athlon XPThoroughbred(Balanced, 25 WTDP,Socket A)
- Tous les modèles supportent : MMX, SSE, Enhanced 3DNow!

| Modèle                 | Fréquence | Cache-L2 | Front Side Bus | Coef. M | Tension | Date de sortie | Numéro de série |
| ---------------------- | --------- | -------- | -------------- | ------- | ------- | -------------- | --------------- |
| Mobile Athlon XP 1400+ | 1 200 MHz | 256 KB   | 200 MHz        | 12x     | 1.30    |                | AXMD1400FWS3B   |
| Mobile Athlon XP 1500+ | 1 300 MHz | 256 KB   | 200 MHz        | 13x     | 1.30    |                | AXMD1500FWS3B   |
| Mobile Athlon XP 1500+ | 1 333 MHz | 256 KB   | 266 MHz        | 10x     | 1.30    |                | AXMD1500FWS3C   |
| Mobile Athlon XP 1600+ | 1 400 MHz | 256 KB   | 200 MHz        | 14x     | 1.30    |                | AXMD1600FWS3B   |
| Mobile Athlon XP 1600+ | 1 400 MHz | 256 KB   | 200 MHz        | 14x     | 1.25    |                | AXMD1600FXS3B   |
| Mobile Athlon XP 1600+ | 1 400 MHz | 256 KB   | 266 MHz        | 10.5x   | 1.25    |                | AXMD1600FXS3C   |
| Mobile Athlon XP 1700+ | 1 467 MHz | 256 KB   | 266 MHz        | 11x     | 1.25    |                | AXMD1700FXS3C   |
| Mobile Athlon XP 1800+ | 1 500 MHz | 256 KB   | 200 MHz        | 15x     | 1.25    |                | AXMD1800FXS3B   |
| Mobile Athlon XP 1800+ | 1 533 MHz | 256 KB   | 266 MHz        | 11.5x   | 1.25    |                | AXMD1800FXS3C   |

### Athlon XP-MThoroughbred(Mainstream, 45 WTDP,Socket A)
- Tous les modèles supportent : MMX, SSE, Enhanced 3DNow!

| Modèle            | Fréquence | Cache-L2 | Front Side Bus | Coef. M | Tension | Date de sortie    | Numéro de série |
| ----------------- | --------- | -------- | -------------- | ------- | ------- | ----------------- | --------------- |
| Athlon XP-M 1600+ | 1 400 MHz | 256 KB   | 266 MHz        | 10.5x   | 1.55    | 10 juin 2002      | AXMH1600FHQ3C   |
| Athlon XP-M 1700+ | 1 467 MHz | 256 KB   | 266 MHz        | 11x     | 1.55    | 10 juin 2002      | AXMH1700FHQ3C   |
| Athlon XP-M 1800+ | 1 533 MHz | 256 KB   | 266 MHz        | 11.5x   | 1.55    | 15 juillet 2002   | AXMH1800FHQ3C   |
| Athlon XP-M 1900+ | 1 600 MHz | 256 KB   | 266 MHz        | 12x     | 1.50    | 24 septembre 2002 | AXMH1900FLQ3C   |
| Athlon XP-M 2000+ | 1 667 MHz | 256 KB   | 266 MHz        | 12.5x   | 1.50    | 24 septembre 2002 | AXMH2000FLQ3C   |
| Athlon XP-M 2000+ | 1 667 MHz | 256 KB   | 266 MHz        | 12.5x   | 1.45    |                   | AXMH2000FQQ3C   |
| Athlon XP-M 2200+ | 1 800 MHz | 256 KB   | 266 MHz        | 13.5x   | 1.45    | 11 novembre 2002  | AXMH2200FQQ3C   |

### Athlon XP-MThoroughbred(Desktop Replacement, 72 WTDP,Socket A)
- Tous les modèles supportent : MMX, SSE, Enhanced 3DNow!

| Modèle            | Fréquence | Cache-L2 | Front Side Bus | Coef. M | Tension | Date de sortie | Numéro de série |
| ----------------- | --------- | -------- | -------------- | ------- | ------- | -------------- | --------------- |
| Athlon XP-M 2000+ | 1 667 MHz | 256 KB   | 266 MHz        | 12.5x   | 1.60    | 12 mars 2003   | AXMA2000FUT3C   |
| Athlon XP-M 2200+ | 1 800 MHz | 256 KB   | 266 MHz        | 13.5x   | 1.60    | 12 mars 2003   | AXMA2200FUT3C   |
| Athlon XP-M 2400+ | 2 000 MHz | 256 KB   | 266 MHz        | 15x     | 1.65    | 12 mars 2003   | AXMA2400FKT3C   |
| Athlon XP-M 2600+ | 2 133 MHz | 256 KB   | 266 MHz        | 16x     | 1.65    | 12 mars 2003   | AXMA2600FKT3C   |

### Athlon XP-MThoroughbred(Basse tension, 35 WTDP,Socket A)
- Tous les modèles supportent : MMX, SSE, Enhanced 3DNow!

| Modèle            | Fréquence | Cache-L2 | Front Side Bus | Coef. M | Tension | Date de sortie | Numéro de série |
| ----------------- | --------- | -------- | -------------- | ------- | ------- | -------------- | --------------- |
| Athlon XP-M 1600+ | 1 400 MHz | 256 KB   | 266 MHz        | 10.5x   | 1.35    | 12 mars 2003   | AXMD1600FJQ3C   |
| Athlon XP-M 1700+ | 1 467 MHz | 256 KB   | 266 MHz        | 11x     | 1.35    | 12 mars 2003   | AXMD1700FJQ3C   |
| Athlon XP-M 1800+ | 1 533 MHz | 256 KB   | 266 MHz        | 11.5x   | 1.35    | 12 mars 2003   | AXMD1800FJQ3C   |
| Athlon XP-M 1900+ | 1 600 MHz | 256 KB   | 200 MHz        | 16x     | 1.35    | 17 juin 2003   | AXMD1900FJQ3B   |
| Athlon XP-M 1900+ | 1 600 MHz | 256 KB   | 266 MHz        | 12x     | 1.35    | 17 juin 2003   | AXMD1900FJQ3C   |
| Athlon XP-M 2000+ | 1 667 MHz | 256 KB   | 266 MHz        | 12.5x   | 1.35    | 17 juin 2003   | AXMD2000FJQ3C   |
| Athlon XP-M 2200+ | 1 800 MHz | 256 KB   | 266 MHz        | 13.5x   | 1.35    |                | AXMD2200FJQ3C   |

### Athlon XP-MBarton(Mainstream, 45-53 WTDP,Socket A)
- Tous les modèles supportent : MMX, SSE, Enhanced 3DNow!

| Modèle            | Fréquence | Cache-L2 | Front Side Bus | Coef. M | Tension | Date de sortie | Numéro de série |
| ----------------- | --------- | -------- | -------------- | ------- | ------- | -------------- | --------------- |
| Athlon XP-M 2200+ | 1 667 MHz | 512 KB   | 266 MHz        | 12.5x   | 1.45    |                | AXMH2200FQQ4C   |
| Athlon XP-M 2400+ | 1 800 MHz | 512 KB   | 266 MHz        | 13.5x   | 1.45    |                | AXMH2400FQQ4C   |
| Athlon XP-M 2500+ | 1 867 MHz | 512 KB   | 266 MHz        | 14x     | 1.45    |                | AXMH2500FQQ4C   |
| Athlon XP-M 2600+ | 2 000 MHz | 512 KB   | 266 MHz        | 15x     | 1.45    |                | AXMG2600FQQ4C   |
| Athlon XP-M 2800+ | 2 133 MHz | 512 KB   | 266 MHz        | 16x     | 1.55    |                | AXMJ2800FHQ4C   |

### Athlon XP-MBarton(Desktop Replacement, 72 WTDP,Socket A)
- Tous les modèles supportent : MMX, SSE, Enhanced 3DNow!

| Modèle            | Fréquence | Cache-L2 | Front Side Bus | Coef. M | Tension | Date de sortie | Numéro de série |
| ----------------- | --------- | -------- | -------------- | ------- | ------- | -------------- | --------------- |
| Athlon XP-M 2400+ | 1 800 MHz | 512 KB   | 266 MHz        | 13.5x   | 1.60    |                | AXMA2400FUT4C   |
| Athlon XP-M 2500+ | 1 867 MHz | 512 KB   | 266 MHz        | 14x     | 1.65    | 2003           | AXMA2500FKT4C   |
| Athlon XP-M 2600+ | 2 000 MHz | 512 KB   | 266 MHz        | 15x     | 1.65    |                | AXMA2600FKT4C   |
| Athlon XP-M 2800+ | 2 133 MHz | 512 KB   | 266 MHz        | 16x     | 1.65    | 7 juin 2003    | AXMA2800FKT4C   |
| Athlon XP-M 3000+ | 2 200 MHz | 512 KB   | 266 MHz        | 16.5x   | 1.65    | 2003           | AXMA3000FKT4C   |

### Athlon XP-MBarton(Basse tension, 35 WTDP,Socket A)
- Tous les modèles supportent : MMX, SSE, Enhanced 3DNow!

| Modèle            | Fréquence | Cache-L2 | Front Side Bus | Coef. M | Tension | Date de sortie  | Numéro de série |
| ----------------- | --------- | -------- | -------------- | ------- | ------- | --------------- | --------------- |
| Athlon XP-M 2200+ | 1 667 MHz | 512 KB   | 266 MHz        | 12.5x   | 1.35    | 13 juillet 2004 | AXMD2200FJQ4C   |
| Athlon XP-M 2400+ | 1 800 MHz | 512 KB   | 266 MHz        | 13.5x   | 1.35    |                 | AXMD2400FJQ4C   |

### Athlon XP-MThoroughbred(Basse tension, 35 W,Socket 563)
| Modèle            | Fréquence | Cache-L2 | Front Side Bus | Coef. M | Tension | Date de sortie | Numéro de série |
| ----------------- | --------- | -------- | -------------- | ------- | ------- | -------------- | --------------- |
| Athlon XP-M 1900+ | 1 600 MHz | 256 KB   | 266 MHz        | 12x     | 1,35 V  |                | AXMD1900GJQ3C   |

### Athlon XP-MBarton(Socket 563)
| Modèle            | Fréquence (MHz) | Cache L2 (ko) | FSB (MHz) | Coef. M | Tension (V) | Date de sortie | Numéro de série |
| ----------------- | --------------- | ------------- | --------- | ------- | ----------- | -------------- | --------------- |
| Athlon XP-M 2200+ | 1667            | 512           | 266       | 12.5 x  | 1.3         |                | AXMT2200GWS4C   |
| Athlon XP-M 2400+ | 1800            | 512           | 266       | 13.5 x  | 1.35        |                | AXMD2400GJQ4C   |

### Athlon XP-MDublin(K8-based,Socket 754)
- Tous les modèles supportent : MMX, SSE, SSE2, Enhanced 3DNow!, NX bit
- Modèle rebaptisé en Mobile AMD Sempron (SMN2600BIX2AY, SMN2800BIX3AY, SMN3000BIX2AY)

| Modèle            | Fréquence | Cache-L2 | Front Side Bus | Coef. M | Tension       | TDP     | Date de sortie | Numéro de série                           |
| ----------------- | --------- | -------- | -------------- | ------- | ------------- | ------- | -------------- | ----------------------------------------- |
| Athlon XP-M 2800+ | 1 600 MHz | 128 KB   | 800 MHz        | 8x      | 0,95 ~ 1,40 V | 13-62 W |                | AHN2800BIX2AY AHN2800BIX2AX AHN2800BIX2AR |
| Athlon XP-M 3000+ | 1 600 MHz | 256 KB   | 800 MHz        | 8x      | 0,95 ~ 1,40 V | 13-62 W |                | AHN3000BIX3AY                             |
| Athlon XP-M 3100+ | 1 800 MHz | 256 KB   | 800 MHz        | 9x      | 0,95 ~ 1,40 V | 13-62 W |                | AHN3100BIX3X AHN3100BIX3Y                 |